# Biała Czubka
Biała Czubka (Biała Czuba) (1333 m) – wzniesienie w masywie Giewontu w polskich Tatrach Zachodnich. Znajduje się w Białym Grzbiecie pomiędzy Wyżnią Przełęczą Białego (1331 m) a Przełęczą Białego (1310 m). Północno-zachodnie stoki porasta las zwany Patykami, stoki wschodnie zwane Kalackim Upłazem. Poprzez dawną gospodarkę pasterską były silnie przetrzebione i mocno zerodowane, ale obecnie również porasta je las.
Biała Czubka to zupełnie niewybitne wzniesienie, wznosi się bowiem tylko 2 m powyżej siodła Wyżniej Białej Przełęczy. Ma jednak znaczenie turystyczne i topograficzne, gdyż prowadzi przez nie znakowany szlak turystyczny (Ścieżka nad Reglami). Szczyt jest bezleśny i znajduje się na nim stary znak triangulacyjny. Rejon szczytu i Wyżniej Przełęczy Białego porasta roślinność wapieniolubna, m.in. dębik ośmiopłatkowy, goryczka krótkołodygowa, lepnica bezłodygowa i skalnica seledynowa.
Szlaki turystyczne
 odcinek Ścieżki pod Reglami z Kalatówek do Doliny Strążyskiej.